# Tampines Rovers
Der Tampines Rovers Football Club ist ein Fußballverein aus Singapur. Er spielt in der höchsten Liga des Landes, der Singapore Premier League.

## Geschichte
Die Tampines Rovers wurden 1945 gegründet und gehören damit zu den ältesten noch existierenden Fußballvereinen des Landes. 1954 nahm der Klub erstmals am offiziellen Spielbetrieb teil, man trat in der dritten Liga an.
Seit der Wiedereinführung der ersten Liga und der damit verbundenen Einschränkung der Profimannschaften auf 30 im Jahr 1975 gehört der Klub auch zu den erfolgreichsten Mannschaften des Landes. 1975 stand der Verein im Finale des Pokals, verlor aber gegen den Singapore Armed Forces FC. 1979 konnte erstmals die Landesmeisterschaft gewonnen werden, die im folgenden Jahr verteidigt wurde. 1984 gelang der dritte Meistertitel. 1996 war der Klub Gründungsmitglied der S. League, in der er seither ununterbrochen spielt.
Bis zum nächsten Titelgewinn dauerte es mehrere Jahre, ehe 2002 der nationale Pokal durch einen 1:0-Erfolg gegen die Mannschaft aus Jurong gewonnen werden konnte. Zwei Jahre später gelang der Gewinn des Doubles. Vizemeister Home United, die am Ende der Saison zehn Punkte Rückstand hatten, wurde im Pokalfinale mit 4:1 nach Verlängerung geschlagen. Der Meistertitel konnte im folgenden Jahr verteidigt werden, der spätere Pokalsieger Home United konnte sich im Halbfinale für die Vorjahres-Finalniederlage rächen und mit 0:2 durchsetzen.
2006 wurde Tampines Rovers hinter Singapore Armed Forces Vizemeister. Währenddessen gelang der dritte Erfolg im Pokal, der Chonburi FC wurde mit 3:2 nach Verlängerung besiegt.
2011 konnte man mit einem Punkt Vorsprung auf Home United zum dritten Mal in der Vereinsgeschichte die S. League gewinnen. In der folgenden Saison konnte der Verein den Meistertitel verteidigen und zog ins Pokalfinale ein.

## Erfolge
- S. League (bis 1995 National Football League)

Meister: 1979, 1980, 1984, 2004, 2005, 2011, 2012, 2013
Vizemeister: 2006, 2009, 2010, 2015, 2016, 2017, 2019, 2020
- Singapore Cup (bis 1995 President’s Cup)

Sieger: 2002, 2004, 2006, 2019
Finalist: 1975, 2007, 2010, 2012, 2016, 2022
- Singapore Community Shield

Sieger: 2011, 2012, 2013, 2014, 2020
- ASEAN Club Championship

Sieger: 2005

## Stadion
Seine Heimspiele trägt der Verein im Our Tampines Hub im Town Square aus. Die Sportstätte hat ein Fassungsvermögen von 5000 Zuschauern. Eigentümer ist die People’s Association.

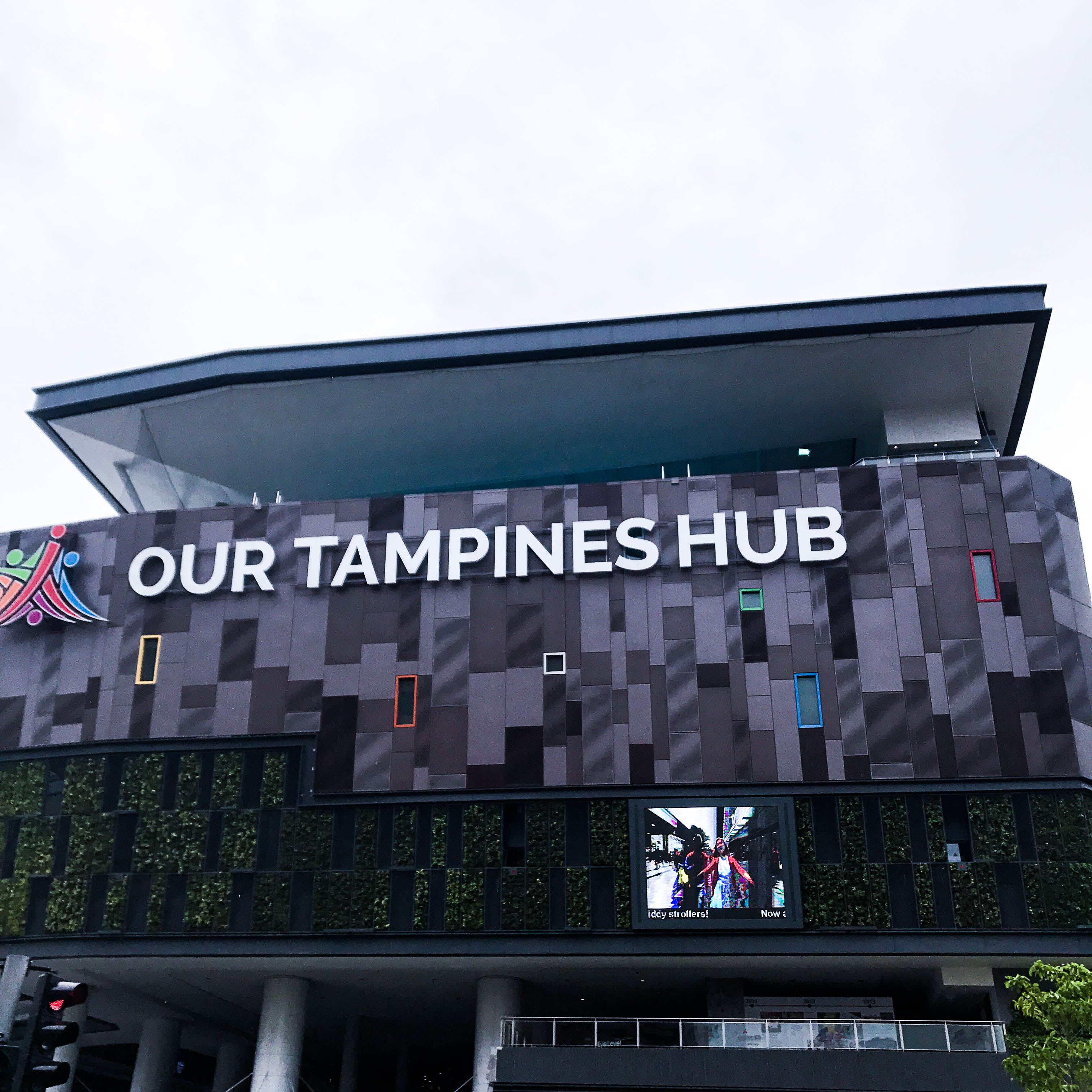
Our Tampines Hub

Koordinaten: 1° 21′ 10,2″ N, 103° 56′ 23,8″ O

## Spieler
Stand: 23. April 2024
| Nr. |            | Position | Name                |
| --- | ---------- | -------- | ------------------- |
| 4   | Japan      | AB       | Shuya Yamashita     |
| 5   | Singapur   | AB       | Danish Irfan        |
| 7   | Japan      | MF       | Seia Kunori         |
| 8   | Singapur   | MF       | Shah Shahiran       |
| 9   | Montenegro | ST       | Boris Kopitović     |
| 10  | Japan      | MF       | Kyōga Nakamura      |
| 11  | Singapur   | ST       | Glenn Kweh U23      |
| 12  | Singapur   | MF       | Amirul Haikal U23   |
| 13  | Singapur   | ST       | Taufik Suparno      |
| 15  | Singapur   | MF       | Syed Firdaus Hassan |
| 16  | Singapur   | MF       | Joel Chew U23       |

| Nr. |          | Position | Name                |
| --- | -------- | -------- | ------------------- |
| 18  | Singapur | MF       | Rezza Rezky U23     |
| 20  | Singapur | MF       | Saifullah Akbar     |
| 21  | Singapur | MF       | Firdaus Kasman      |
| 22  | Singapur | AB       | Syahrul Sazali      |
| 23  | Singapur | AB       | Irfan Najeeb        |
| 24  | Singapur | TW       | Syazwan Buhari      |
| 30  | Singapur | ST       | Faris Ramli         |
| 31  | Singapur | TW       | Ridhuan Barudin     |
| 33  | Serbien  | AB       | Miloš Zlatković     |
| 52  | Thailand | ST       | Thitipat Ekarunpong |
| 64  | Singapur | MF       | Ong Yu En           |
| 73  | Singapur | AB       | Ryaan Sanizal       |

## Saisonplatzierung
| Saison  | Liga                     | Teams | Platz | Community Shield | Singapore Cup    |
| ------- | ------------------------ | ----- | ----- | ---------------- | ---------------- |
| 2009    | S. League                | 12    | 2.    |                  | Viertelfinale    |
| 2010    | S. League                | 12    | 2.    |                  | 2. Platz         |
| 2011    | S. League                | 12    | 1.    | Sieger           | Viertelfinale    |
| 2012    | S. League                | 13    | 1.    | Sieger           | 2. Platz         |
| 2013    | S. League                | 12    | 1.    | Sieger           | Vorrunde         |
| 2014    | S. League                | 12    | 3.    | Sieger           | Halbfinale       |
| 2015    | S. League                | 10    | 2.    |                  | Viertelfinale    |
| 2016    | S. League                | 9     | 2.    |                  | 2. Platz         |
| 2017    | S. League                | 9     | 2.    |                  | Viertelfinale    |
| 2018    | Singapore Premier League | 9     | 4.    |                  | Viertelfinale    |
| 2019    | Singapore Premier League | 9     | 2.    |                  | Sieger           |
| 2020    | Singapore Premier League | 8     | 2.    | Sieger           | keine Austragung |
| 2021    | Singapore Premier League | 8     | 4.    |                  | keine Austragung |
| 2022    | Singapore Premier League | 8     | 3.    |                  | 2. Platz         |
| 2023    | Singapore Premier League | 9     | 3.    |                  | Halbfinale       |
| 2024/25 | Singapore Premier League | 9     | 2.    |                  | 2. Platz         |

## Ehemalige bekannte Spieler
- Nazri Nasir (2002–2007)
- Choketawee Promrut (2004, 2006)
- Santi Chaiyaphuak (2004–2008)
- Aide Iskandar (2006)
- Sutee Suksomkit (2007–2009)

## Trainer seit 1996
| Name                | Zeit bei Tampines Rovers | Zeit bei Tampines Rovers |
| Name                | von                      | bis                      |
| ------------------- | ------------------------ | ------------------------ |
| Victor Stănculescu  | 1996                     |                          |
| William Gallagher   | 1997                     |                          |
| Chiang Boon Seng    | 1997                     | 1998                     |
| Chow Kwai Lam       | 2002                     | 2003                     |
| Vorawan Chitavanich | 1. Januar 2004           | 31. Dezember 2010        |
| Vorawan Chitavanich | 1. Januar 2004           | 31. Dezember 2010        |
| Steven Tan          | 1. Januar 2011           | 10. August 2012          |
| Peng Kee            | 11. August 2012          | 31. Dezember 2012        |
| Nenad Bacina        | 1. Dezember 2012         | 28. Mai 2013             |
| Peng Kee Tay        | 28. Mai 2013             | 27. November 2013        |
| Salim Moin          | 28. November 2013        | 27. April 2014           |
| Rafi Ali            | 27. April 2014           | 30. Juni 2014            |
| Varadaraju Moorthy  | 9. Dezember 2014         | 30. April 2016           |
| Akbar Nawas         | 27. Mai 2016             | 27. Januar 2017          |
| Jürgen Raab         | 30. Januar 2017          | 9. Oktober 2018          |
| Kadir Yahaya        | 1. Dezember 2018         | 31. Dezember 2019        |
| Gavin Lee           | 1. Januar 2020           | heute                    |